# George William Vella
George William Vella (Żejtun, 24 aprile 1942) è un politico e medico maltese decimo  presidente di Malta, precedentemente aveva ricoperto l'incarico di ministro degli affari esteri di Malta dal 1996 al 1998, periodo nel quale è stato anche vice primo ministro, e dal 2013 al 2017.
Il 5 marzo 2019 è stato eletto presidente della Repubblica di Malta, entrando in carica il 4 aprile successivo. Il suo mandato ha avuto termine, dopo i 5 anni previsti, il 4 aprile 2024.
Il 31 marzo 2017 è stato insignito dell’onorificenza di Cavaliere di Gran Croce dell’Ordine Equestre di Sant’Agata.